# Willem II in het seizoen 2009/10 (vrouwen)
Het seizoen 2009/2010 is het 3e jaar in het bestaan van de Tilburgse vrouwenvoetbalclub Willem II. De club kwam uit in de Eredivisie en heeft deelgenomen aan het toernooi om de KNVB beker.

## Wedstrijdstatistieken

### Eredivisie
|       | AZ    | ADO Den Haag | FC Twente | FC Utrecht | sc Heerenveen |
| ----- | ----- | ------------ | --------- | ---------- | ------------- |
| Thuis | 1 – 0 | 3 – 1        | 5 – 2     | 0 – 3      | 1 – 0         |
| Uit   | 3 – 2 | 1 – 0        | 2 – 1     | 1 – 2      | 0 – 2         |
|       |       |              |           |            |               |
| Thuis | 0 – 6 | 2 – 1        | 3 – 4     | 1 – 1      | 2 – 1         |
| Uit   | 1 – 0 | 2 – 0        | 2 – 2     | 1 – 0      | 2 – 0         |

### KNVB beker
| 2e ronde                                        | RCL                                             | 0 – 6 (0 – ?)                   | Willem II      |  |
| Plaats: Leiderdorp Sportpark De Bloemerd        |                                                 |                                 | Onbekend       |  |
| Achtste finale                                  | RKSV Prinses Irene                              | 0 – 7 (0 – ?)                   | Willem II      |  |
| Plaats: Nistelrode Sportpark RKSV Prinses Irene |                                                 |                                 | Onbekend       |  |
| Kwartfinale                                     | Willem II                                       | 2 – 1 (? – ?)                   | sc Heerenveen  |  |
| Plaats: Tilburg Sportcomplex Bijstervelden      | Marjolijn van den Bighelaar 91' Leonie Haagmans |                                 | Marije Brummel |  |
| Halve finale                                    | Willem II                                       | 0 – 0 (0 – 0, 0 – 0) 2 – 3 n.s. | FC Utrecht     |  |
| Plaats: Tilburg Koning Willem II-stadion        |                                                 |                                 |                |  |

## Statistieken Willem II 2009/2010

### Eindstand Willem II Vrouwen in de Eredivisie 2009 / 2010
| Stand | Gespeeld | Gewonnen | Gelijk | Verloren | Punten | Doelpunten voor | Doelpunten tegen | Gele kaarten | Rode kaarten |
| ----- | -------- | -------- | ------ | -------- | ------ | --------------- | ---------------- | ------------ | ------------ |
| 3e    | 20       | 8        | 2      | 10       | 26     | 26              | 33               | 11           | 1            |

### Topscorers
| #      | Naam                        | Goal |
| ------ | --------------------------- | ---- |
| 1.     | Renee Slegers               | 5    |
| 2.     | Marjolijn van den Bighelaar | 3    |
| 2.     | Cindy Burger                | 3    |
| 2.     | Kirsten van de Ven          | 3    |
| 2.     | Dominique Vugts             | 3    |
| 2.     | Mauri van de Wetering       | 3    |
| 6.     | Kika van Es                 | 1    |
| 6.     | Nikki van de Pas            | 1    |
| 6.     | Marlou Peeters              | 1    |
| 6.     | Karin Stevens               | 1    |
| 6.     | Tamara Valentijn            | 1    |
| 6.     | Jette van Vlerken           | 1    |
| Totaal | Totaal                      | 26   |

| #      | Naam                                | Goal |
| ------ | ----------------------------------- | ---- |
| 1.     | Marjolijn van den Bighelaar         | 1    |
| 1.     | Leonie Haagmans                     | 1    |
| –      | Onbekend (Tegen RKSV Prinses Irene) | 7    |
| –      | Onbekend (Tegen RCL)                | 6    |
| Totaal | Totaal                              | 15   |

### Kaarten
| #      | Naam                  |    |
| ------ | --------------------- | -- |
| 1.     | Niki De Cock          | 2  |
| 1.     | Marlou Jacobs         | 2  |
| 2.     | Cindy Burger          | 1  |
| 2.     | Maran van Erp         | 1  |
| 2.     | Leonie Haagmans       | 1  |
| 2.     | Karin Stevens         | 1  |
| 2.     | Jette van Vlerken     | 1  |
| 2.     | Dominique Vugts       | 1  |
| 2.     | Mauri van de Wetering | 1  |
| Totaal | Totaal                | 11 |

| #      | Naam        |   |
| ------ | ----------- | - |
| –      | Geen speler | 0 |
| Totaal | Totaal      | 0 |

| #      | Naam              |   |
| ------ | ----------------- | - |
| 1.     | Jette van Vlerken | 1 |
| Totaal | Totaal            | 1 |